# (13679) Shinanogawa
(13679) Shinanogawa ist ein Asteroid des Hauptgürtels, der am 29. Juli 1997 vom japanischen Astronomen Tomimaru Ōkuni am Nan’yō-Observatorium (IAU-Code 358) in der Präfektur Yamagata entdeckt wurde.
Der Asteroid wurde am 9. April 2009 nach dem japanischen Fluss Shinano benannt, dem mit 367 Kilometern Länge längsten Fluss Japans, der in der Präfektur Nagano am Berg Kobu-Shigatake entspringt und ein Einzugsgebiet von 11.900 km² hat.